# Novoszády István
Novoszády István (? – 1703. március 7.) barokk ötvösmester. 1663-tól szerepel a lőcsei evangélikus egyház anyakönyveiben. 1664-től lőcsei polgár. Eredetileg Puhóból származik, a lőcsei levéltárban található feljegyzések alapján ("Goldschmied aus Puchov"). 1667-ben a lőcsei Neugasse-ban lakott.
1670-ben a kuruc szabadságmozgalmak miatt felállított lőcsei polgárőrség újoncainak zászlósa. 
Négy évtizedes ötvös munkásság után 1703. március 7-én hunyt el.
A Novoszády ötvösdinasztiát fiai Novoszády Kristóf és Novoszády Zsigmond éltették tovább.

## Ismert művei
- a Szepes-Jánosfalvai római katolikus templom részére 1670 körül készített, fehérezüst kupakosárral ellátott, füles tojásnódusszal díszített cibórium
- hólyagos díszítésű kis serleg, amely a második világháború előtt báró Herzog Mór Lipót gyűjteményét gazdagította
- a lőcsei római katolikus plébáni templomban megtalálható trébelt nagy virágokkal ékesített füstölő